# Louis Cazottes
Louis Cazottes est un peintre français né à Montricoux le 12 octobre 1846, et mort dans la même ville le 9 décembre 1934.

## Biographie
Louis Cazottes appartient à une modeste famille de tisserands. Il a été envoyé à l'âge de 7 ans auprès d'un vieil infirme pour son éducation qui n'a duré que jusqu'à l'âge de 10 ans. Il a commencé à travailler dans l'atelier familial. Pendant les trois années de scolarité, il a fait des dessins et des croquis pour ses leçons de mathématiques et de français. 
Il a réalisé une quantité de portraits, de caricatures et de d'images qui lui ont donné une petite réputation locale. Par un heureux hasard, ses dessins sont montrés à l'abbé Cheval qui restaure une chapelle à la cité religieuse de Rocamadour. L'abbé Cheval écrit au jeune Louis Cazottes et lui propose d'être son apprenti. À 13 ans, il quitte alors le milieu familial pour décorer les chapelles de l'église de Rocamadour. De retour à Montricoux deux ans plus tard, il y fait la rencontre avec le peintre décorateur italien Pedoya venu restaurer l'église de Montricoux. Il se lie alors avec lui pour restaurer les églises des environs pendant trois ans. 
Grâce à ses économies, il a pu suivre pendant un an les cours de l'école des beaux-arts de Toulouse. Il y a reçu plusieurs prix. Pour payer sa pension, il a décoré le café de l'Europe à Montauban et des chapelles à Sainte-Thècle et à Saint-Hilaire. Avant de partir pour le service militaire, il fait des travaux de peinture à l'église des jésuites de Toulouse.
Il a fait son service militaire dans le 36e régiment de ligne après avoir été incorporé à Albi. Son talent ayant été connu, il a passé son temps à faire des portraits des officiers et de leurs familles.
Après son service militaire, il est monté à Paris où il a travaillé à l'Opéra sous la direction d'Édouard Desplechin. Il travaille ensuite à Orléans, puis à Bordeaux où il peint des figues dans l'église des Jésuites. À la fin de ces travaux, commence la guerre franco-allemande de 1870. Il s'établit à Montricoux et est incorporé dans les mobiles du Tarn-et-Garonne. Après la fin de la guerre, il fait des travaux dans le Tarn-et-Garonne dont deux chapelles à Saint-Nicolas-de-la-Grave. Il exécute des grandes peintures murales dans l'église Saint-Martin de Meauzac, en 1872.
Peu de temps après, le collège des Jésuites de Sarlat-la-Canéda lui a offert un poste de peinture et de dessin. C'est à cette époque qu'il a conçu le projet d'un école d'art chrétien. Il a commencé à essayer de mettre en place ce projet en se retirant auprès des frères jésuites de Paray-le-Monial. Ce projet a été finalement réalisé à Montricoux, en 1880, d'abord dans une grange, puis dans une vaste maison, le Sacré-Cœur, qu'il a faite construire grâce un don d'une riche anglaise admiratrice d'art chrétien.
Pendant la construction de cette maison, il s'est rendu à Rome où il est resté pendant un an, y effectuant plusieurs travaux :
- décoration théâtrale du collège Santa-Maria,
- grand portrait du R. P. supérieur général des jésuites Pierre-Jean Beckx,
- grand portrait de Felix Cadene, directeur des « Analecta Ecclesiastica »,
- portraits et tableaux du maître-autel de la Sainte Famille,
- décoration du palais Altieri,
- grand portrait au collège polonais,
- portraits des cardinaux Vives y Tutó et Merry del Val.

Il continue par un pèlerinage en Palestine et à Jérusalem d'où il ramène plusieurs croquis. De retour en France, il est appelé à Tain-l'Hermitage pour décorer l'église Notre-Dame. La messe solennelle des peintres du Sacré-Cœur de A. Noël, organiste de la cathédrale de Valence, est créée pour l'inauguration des peintures, le 27 septembre 1888.
Il est ensuite retourné à Rome, où grâce à l'appui du cardinal Lucido Maria Parocchi il rencontre le pape Léon XIII qui lui donne sa bénédiction pour son œuvre. L'école du Sacré-Cœur obtenu du peintre Bernard Bénézet le monopole de peinture d'images pieuses réalisées en grand nombre et diffusées par les jésuites en Afrique. L'école du Sacré-Cœur a fermé ses portes pendant la Première Guerre mondiale. Les peintres René Lala-Gaillard et Édouard Domergue-Lagarde ont été élèves à l'école du Sacré-Cœur. L'école conserve des peintures des plafonds faites par Louis Cazottes et qui ont été restaurées en 2008 et 2010.
Louis Cazottes s'était spécialisé dans la peinture religieuse, mais il a aussi réalisé des dessins, des tableaux de paysages et de portraits.

## Œuvres

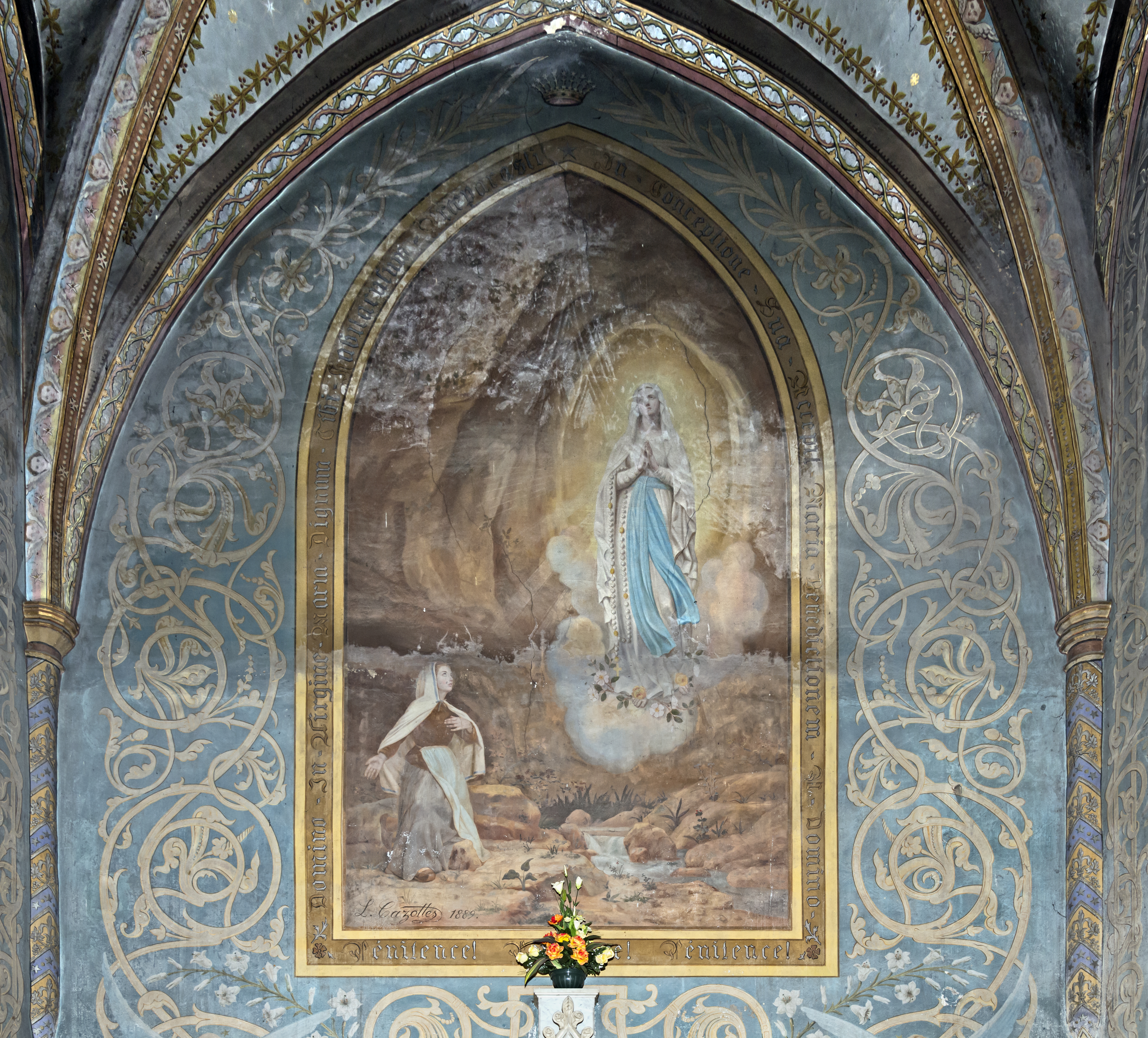
Montech, église Notre-Dame-de-la-Visitation : Apparition de la Vierge
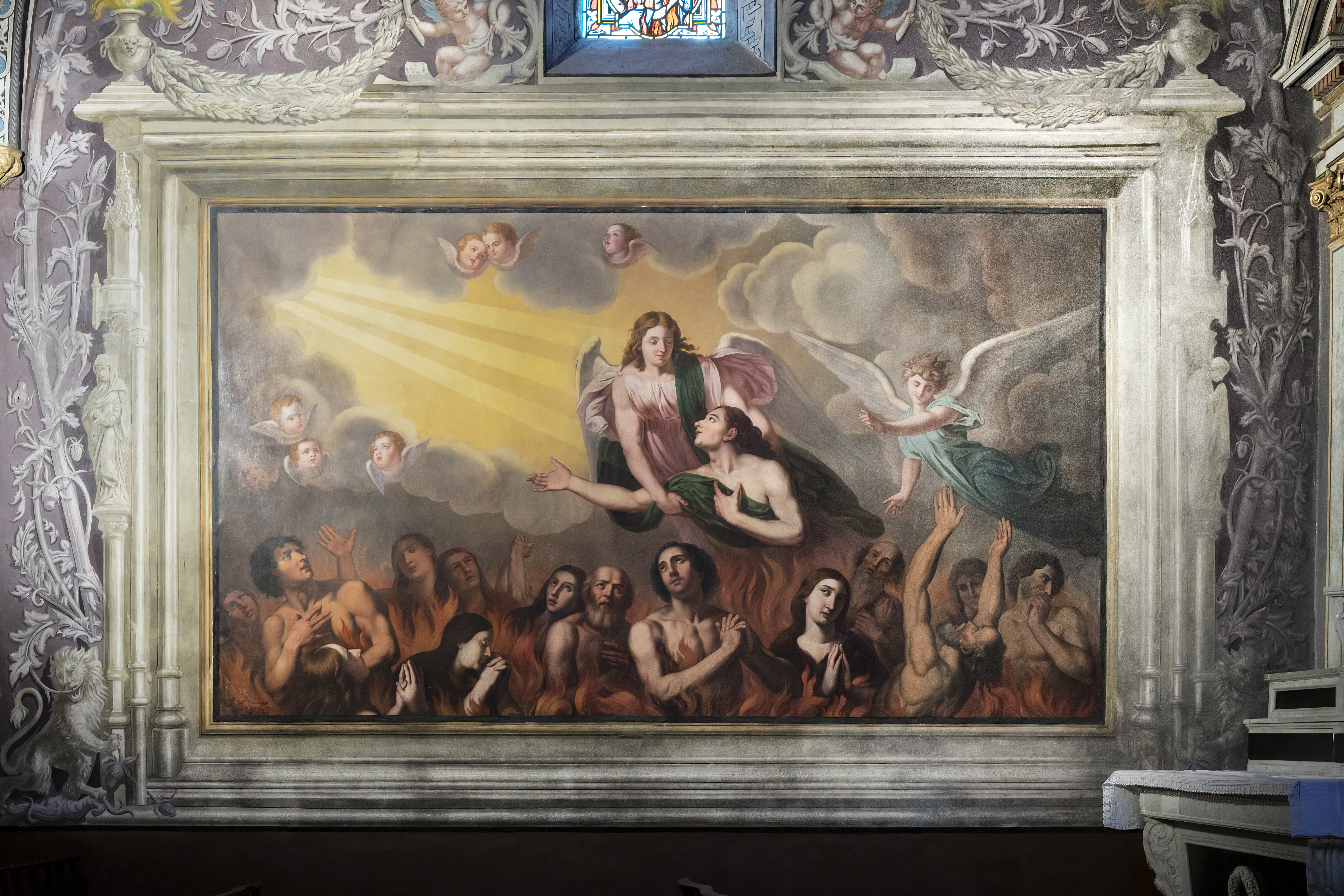
Lavaur, cathédrale Saint-Alain : Chapelle de la Rédemption
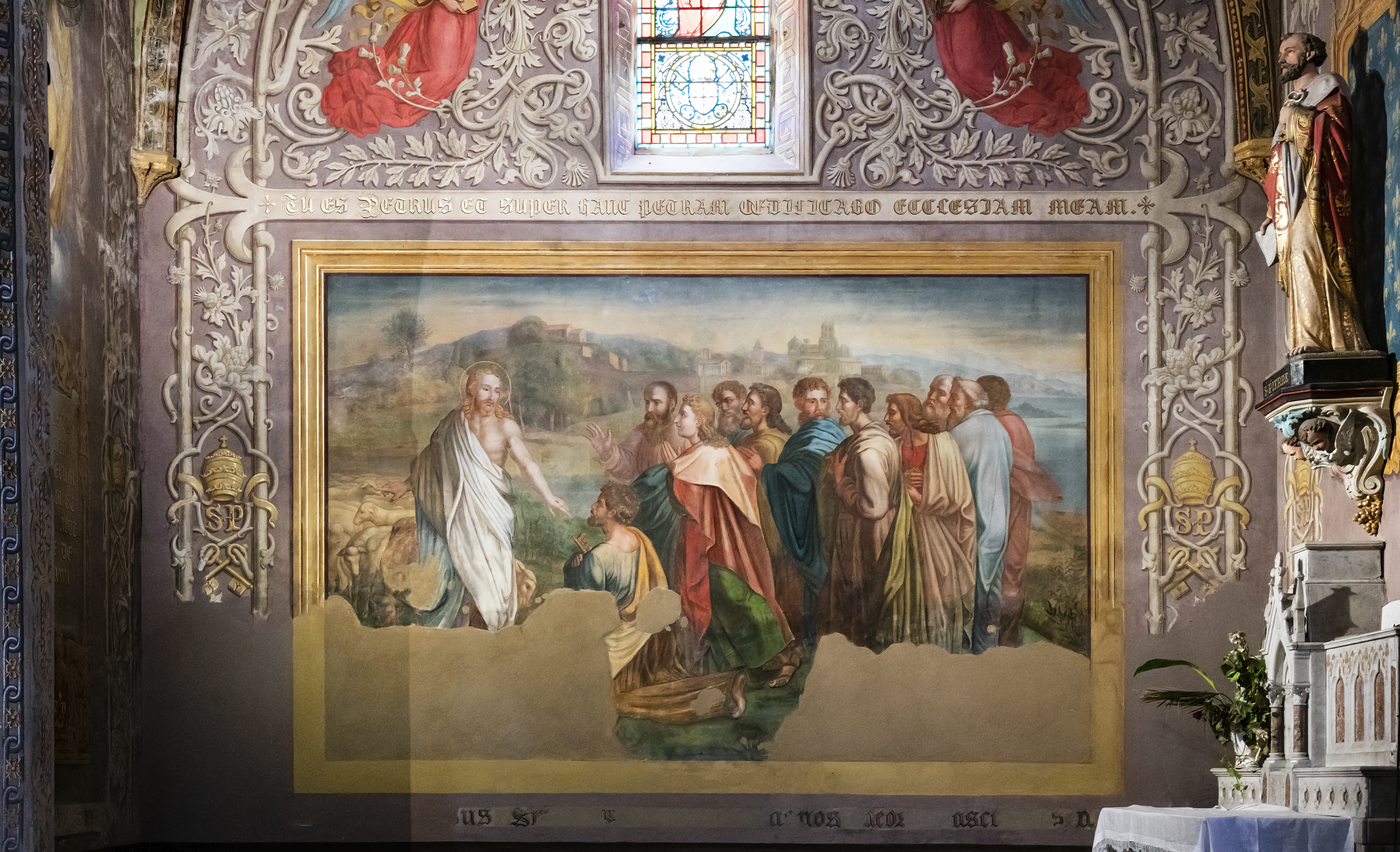
Lavaur, cathédrale Saint-Alain : Chapelle Pierre, Jésus et les apôtres
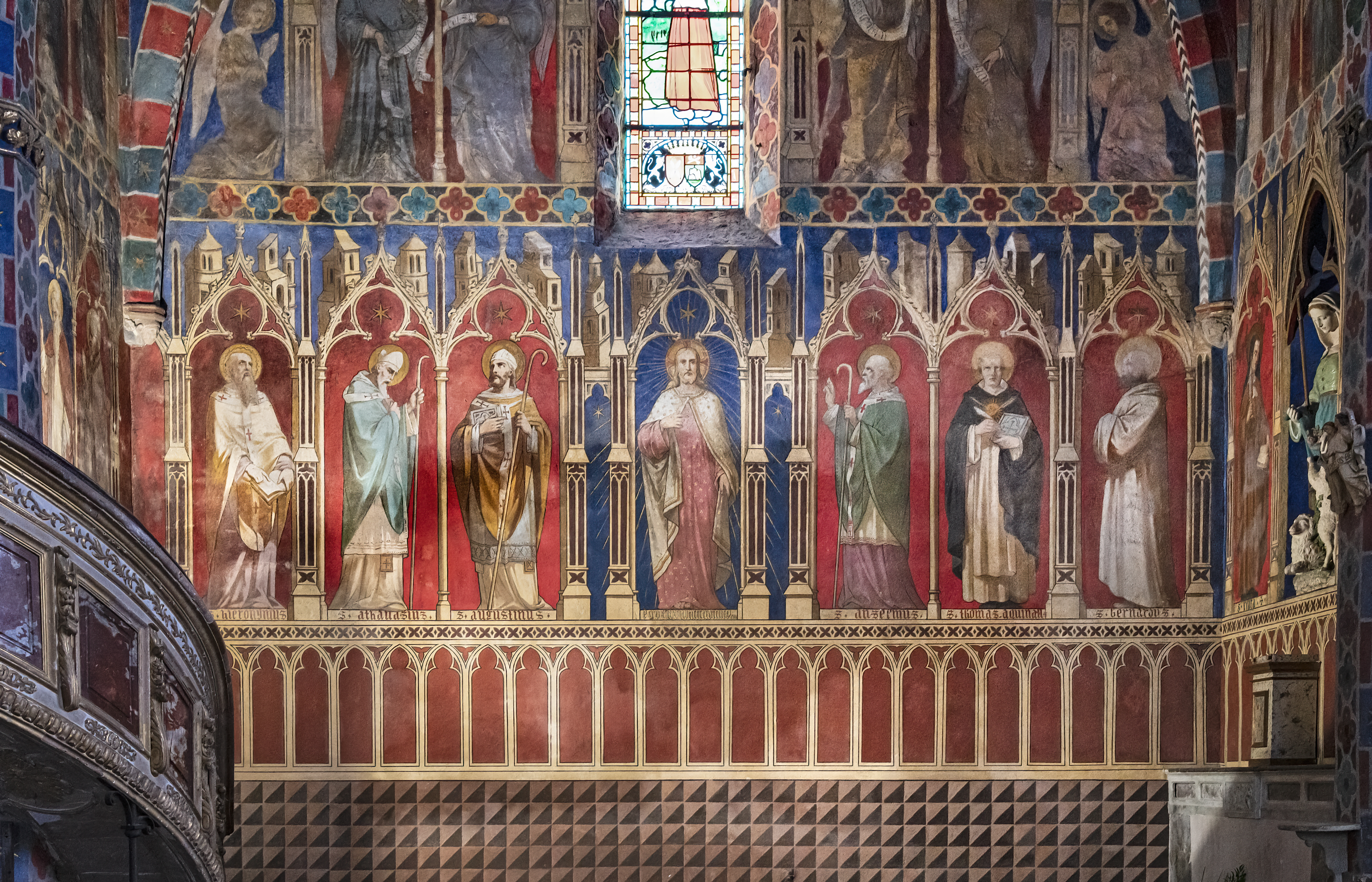
Lavaur, cathédrale Saint-Alain : Chapelle des Pères de l'Eglise

### Biographie
- « École du Sacré-Cœur », La Croix, no 1682,‎ 25 novembre 1888, p. 3 (lire en ligne)
- René Gaillard-Lala, « Les peintres du terroir. Louis Cabannes, de Montauban et Louis Cazottes, de Montricoux », Recueil de l'Académie de Montauban : sciences, belles-lettres, arts, encouragement au bien 1971-1972, 3e série, t. 67,‎ 1973, p. 72-82 (lire en ligne)
- André Lacombe, « Sur les traces de Louis Cazottes. L'artiste Montricounais oublié. L'esquisse de sa vie et de son œuvre », Bulletin de la Société archéologique de Tarn-et-Garonne, t. 122,‎ 1997, p. 245-266 (lire en ligne)